# Pycnonotus capensis
El bulbul de El Cabo (Pycnonotus capensis) es una especie de ave paseriforme de la familia Pycnonotidae endémica de Sudáfrica.

## Descripción

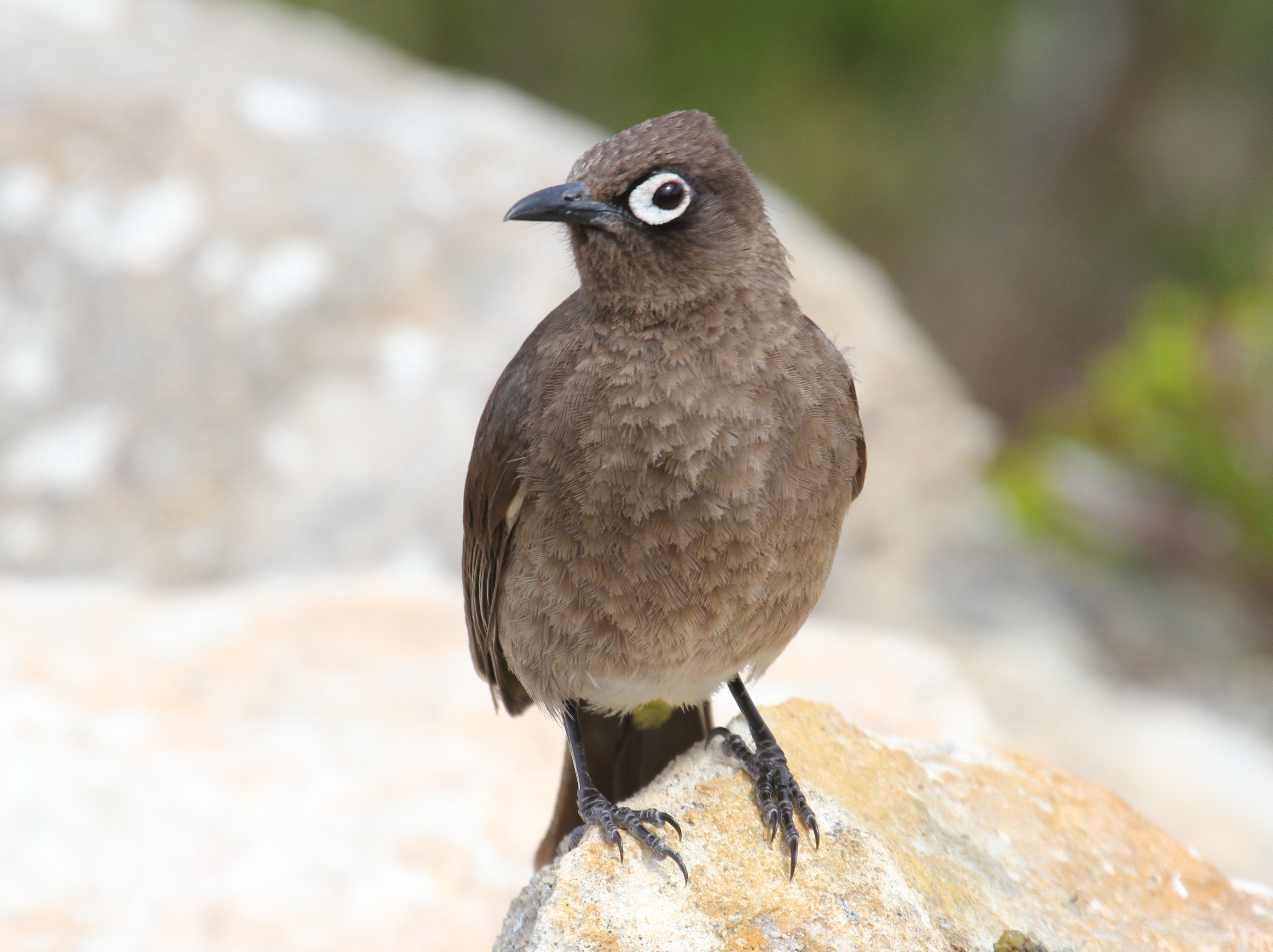
Se caracteriza por sus anillos oculares blancos en contraste con su plumaje oscuro.

El bulbul de El Cabo mide entre 19–21 cm largo. Su plumaje es principalmente de color pardo oscuro, más oscuro en la parte frontal del rostro, que contrasta con su anillo ocular blanco. En cambio, su zona subcaudal es de color amarillo intenso. Presenta un pequeño penacho en la cabeza. Su pico es corto, recto y negruzco y el iris de sus ojos también es oscuro. Sus patas son negras. Ambos sexos tienen un aspecto similar.
El bulbul de El Cabo es mucho más oscuro que el resto de bulbules de Sudáfrica, especialmente su vientre, y además se distingue de ellos por el color de su anillo ocular. El color oscuro del vientre ayuda a distinguir en especial a los ejemplares juveniles que carecen del característico anillo ocular blanco de los adultos.

## Distribución y hábitat
Se encuentra únicamente en las regiones costeras del oeste y sur de Sudáfrica, donde habita en los matorrales costeros, los bosques abiertos y el fynbos. 

## Taxonomía
Fue descrito científicamene por Carl Linnaeus en 1766 como Turdus capensis. Posteriormente fue trasladado al género Pycnonotus. Forma parte de una superespecie junto al bulbul árabe, bulbul cariblanco, el bulbul encapuchado, el bulbul orejiblanco y el bulbul naranjero.

## Comportamiento
El bulbul de El Cabo es una especie común y muy visible, que tiende a posarse en lo alto de los arbustos. Es activo y ruido, y generalmente se encuentre en parejas o pequeños grupos en busca de frutos, insectos y néctar para alimentarse.
La especie anida principalmente en primavera, de septiembre a noviembre. Su nido es un cuenco de paredes gruesas escondido entre el follaje un árbol pequeño o un matorral. En parte de su área de distribuciónes parasitado por el críalo blanquinegro.